# Богословија на Халки
 Богословија на Халки или Духовни семинар на Халки (тур. Rum Ortodoks Ruhban Okulu, грч. Ιερά Θεολογική Σχολή της Χάλκης) нефункционална је специјализована теолошко-образовна установа Константинопољске патријаршије која се налази на територији манастира Свете Тројице на врху брда Наде (тур. Ümit Tepesi) на острву Хејбелиада у Турској. До момента њеног затварања 1971. године, школа је једина институција која припрема свештенство за Константинопољску патријаршију.

## Историја
Богословија на Халки основана је 1. октобра 1844.на врху брда у зградама манастира Свете Тројице на острву Халки на иницијативу Германа IV константинопољског патријарха уз материјалну подршку бившег патријарха Константина I Васељенског патријарха. За одржавање школе Константинопољска патријаршија и епархијски архијереји издвајали су обавезна годишња средства, као и пренос 2 хиљ. рубаља (злато) од Светог синода Руске православне цркве. Административно, школа је директно потчињена Константинопољској патријаршији, Синода Васељенског патријарха

## Патријарх српски Варнава
Из Петрограда, у другој половини 1905. године јеромонах Варнава је отпутовао о руском трошку у Истанбул ради уписа на Богословија на Халки за припрему свештенства Константинопољске патријаршије. Примио је дужност свештеника при српском посланству. У то време писао је у „Цариградском гласнику“, једином часопису на српском језику у Турском царству, управљао српском школом и сарађивао са Цариградском патријаршијом.

## Питање обнове
Васељенски патријарх Вартоломеј I је у више наврата привукао пажњу свјетске јавности на питање наставка школских активности. Према његовим речима, забрана да обавља едукативне активности је кршење споразума у Лозани (новембар 1922- јул 1923) (чл. 40), УставaРепублике Турске (чл. 24) и Европске конвенције о људским правима(чл. 9).
Ипак, у 2006. години Турска cкупштина се противи обнављању на територији Турске вјерских приватних школа. У фебруару 2010. године, чланови Скупштине савјета Европе позивају турску владу да дозволи Константинопољској патријаршији да богословија настави као Богословски факултет Универзитета Галатасарај.
Јула 2011, њемачки министар иностраних послова Гидо Вестервеле - први од министара иностраних послова - је посјетио богословију, истичући значај богословије као "културне баштине", а истовремено истичући улогу вјерске слободе, која "је дио нашег европског живота".
Митрополит Елпидифор (Ламбриниадис) је приликом интервјуа нагласио да уколико богословија настави се радом примаће студенте различитих националности, који ће се образовати на грчком, али и на енглеском језику. Почетком 2012, професори Универзитета Аристотел у Солуну саопштили cу да cу спремни да пруже богословији на Халки пуну подршку. Пријављено је да ће богословска школа Халки могуће добити финансијску подршку од САД и ЕУ.
Почетком јула 2012. год. предсједник Дирекције за вјерска питања Мехмед Гормез приликом посјете Константинопољске патријаршије ( Фанара), противио се повезивању Турске владе са обнављањем рада богословијe на основу турске мањине у западној Тракији.
Општи cавјет вакуфа у Анкари је 10. јануара 2013. одлучио је да се врате површине шумског земљишта манастира Свете Тројице на острву Халки, а 28. јануара у новинама је објављена жељу турског премијера да се убрза процес отварања богословијe.